# Irish Professional Championship 1980
Die Irish Professional Championship 1980 war ein professionelles Snookerturnier in Form eines Herausforderungsmatchs im Rahmen der Saison 1979/80 zur Ermittlung des nordirischen Profimeisters. Das Spiel wurde im März 1980 in der Belfaster Ulster Hall in Nordirland zwischen Titelverteidiger Alex Higgins und Herausforderer Dennis Taylor ausgetragen. Taylor siegte mit 21:15, obwohl Higgins die einzigen beiden Century Breaks des Turnieres spielte.

## Hintergrund

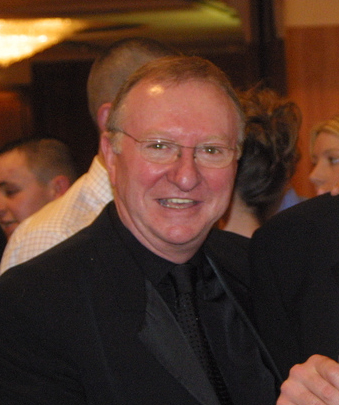
Dennis Taylor 2004

Der Weltmeister von 1972 hatte im selben Jahr den langjährigen Champion Jackie Rea abgelöst. Nach sechs Jahren gab es mit  Dennis Taylor wieder einen Herausforderer, doch Higgins verteidigte mit 21:7 deutlich. Ebenfalls noch 1978 und im folgenden Jahr gab es mit Patsy Fagan einen irischen Herausforderer, der jedoch ebenfalls gegen Higgins verloren hatte.

## Spiel
Higgins hatte den besseren Start ins Match und zog unter anderem mit einem 99er-Break mit 0:3 davon, ehe Taylor den direkten Ausgleich schaffte. Sein Gegner ging mithilfe eines 107er-Breaks jedoch wieder in Führung, bevor Taylor mit einem 94er-Break konterte. Anschließend ging Taylor zum ersten Mal in Führung und baute diese auf ein 9:4 aus. Higgins kam direkt auf 9:6 heran, bis zum Stande von 12:9 kein Spieler mehr als einen Frame hintereinander gewinnen konnte, wobei Higgins das 10:7 mit einem 131er-Break schaffte. Beim Stande von 12:9 gelang Taylor der Sprung auf 16:9, ehe Higgins erneut auf 16:12 an ihn herankam. Nachdem Taylor seine Führung wieder ausbauen konnte, verkürzte Higgins auf ein enges 17:15. Doch mit zwei 53er-Breaks in Folge schaffte Taylor den Sprung auf das 19:15, ehe er den nächsten Frame sehr eng mit 62:55 gewann. Mit einem 75:30 im nächsten Frame beendete Taylor das Match und beendete damit die Siegesserie von Higgins und begann selbst eine solche.
| Finale: Best of 41 Frames Ulster Hall, Belfast, Nordirland, März 1980 |                |              |
| Dennis Taylor | 21:15          | Alex Higgins |
| 33:49; 11:103 (99); 14:71; 59:47; 87:21; 76: 61 (Higgins 52); 30:107 (107); 108:14 (94); 74:39; 74:53; 70:24; 73:34 (54); 86:20; 35:87(81); 50:71 (52); 73:64; 0:131 (131); 78:28; 13:93; 58:32; 11:104 (97); 84:24; 55:45 (50); 103:18 (94); 62:61; 13:117; 9:90; 39:87 (68); 85:17; 0:62; 2:92; 33:56; 134:0 (53); 74:41 (53); 62:55; 75:30 |                |              |
| 94 | Höchstes Break | 131          |
| – | Century-Breaks | 2            |
| 6 | 50+-Breaks     | 8            |